# Caffiers
Caffiers és un municipi francès situat al departament del Pas de Calais i a la regió dels Alts de França. L'any 2007 tenia 656 habitants.

## Demografia

### Població
El 2007 la població de fet de Caffiers era de 656 persones. Hi havia 183 famílies de les quals 26 eren unipersonals (4 homes vivint sols i 22 dones vivint soles), 62 parelles sense fills, 69 parelles amb fills i 26 famílies monoparentals amb fills.
La població ha evolucionat segons el següent gràfic:
Habitants censats

### Habitatges
El 2007 hi havia 201 habitatges, 191 eren l'habitatge principal de la família, 2 eren segones residències i 9 estaven desocupats. 183 eren cases i 17 eren apartaments. Dels 191 habitatges principals, 132 estaven ocupats pels seus propietaris, 57 estaven llogats i ocupats pels llogaters i 2 estaven cedits a títol gratuït; 1 tenia dues cambres, 15 en tenien tres, 46 en tenien quatre i 128 en tenien cinc o més. 160 habitatges disposaven pel capbaix d'una plaça de pàrquing. A 76 habitatges hi havia un automòbil i a 101 n'hi havia dos o més.

### Piràmide de població
La piràmide de població per edats i sexe el 2009 era:
| Homes | Edats   | Dones |
| ----- | ------- | ----- |
| 0     | 95 o +  | 4     |
| 8     | 90 a 94 | 16    |
| 8     | 85 a 89 | 28    |
| 4     | 80 a 84 | 20    |
| 0     | 75 a 79 | 4     |
| 12    | 70 a 74 | 36    |
| 12    | 65 a 69 | 4     |
| 12    | 60 a 64 | 16    |
| 12    | 55 a 59 | 24    |
| 24    | 50 a 54 | 20    |
| 12    | 45 a 49 | 24    |
| 12    | 40 a 44 | 16    |
| 4     | 35 a 39 | 4     |
| 20    | 30 a 34 | 24    |
| 32    | 25 a 29 | 32    |
| 36    | 20 a 24 | 8     |
| 24    | 15 a 19 | 20    |
| 20    | 10 a 14 | 8     |
| 16    | 5 a 9   | 8     |
| 24    | 0 a 4   | 24    |

## Economia
El 2007 la població en edat de treballar era de 373 persones, 251 eren actives i 122 eren inactives. De les 251 persones actives 221 estaven ocupades (135 homes i 86 dones) i 30 estaven aturades (15 homes i 15 dones). De les 122 persones inactives 41 estaven jubilades, 33 estaven estudiant i 48 estaven classificades com a «altres inactius».

### Ingressos
El 2009 a Caffiers hi havia 207 unitats fiscals que integraven 595 persones, la mediana anual d'ingressos fiscals per persona era de 14.524 €.

### Activitats econòmiques
Dels 8 establiments que hi havia el 2007, 1 era d'una empresa extractiva, 1 d'una empresa de fabricació d'altres productes industrials, 1 d'una empresa de comerç i reparació d'automòbils, 1 d'una empresa de transport, 2 d'empreses d'hostatgeria i restauració i 2 d'empreses de serveis.
L'únic servei als particulars que hi havia el 2009 era un restaurant.
L'any 2000 a Caffiers hi havia 5 explotacions agrícoles.

## Equipaments sanitaris i escolars
El 2009 hi havia una escola elemental.

## Poblacions més properes
El següent diagrama mostra les poblacions més properes.